# Somfa község
Somfa község (románul: Comuna Cornea) község Krassó-Szörény megyében, Romániában. Központja Somfa, beosztott falvai Kuptorja, Körtvélypatak, Mákosfalva.

## Népessége
A 2011-es népszámlálás adatai alapján a község népessége 1890 fő volt.